# نوع من آلاسكا
نوع من ألاسكا (بالإنجليزية: A Kind of Alaska) هي مسرحية من فصل واحد كتبها الكاتب المسرحي البريطاني هارولد بنتر عام 1982.

## ملخص
تستيقظ امرأة في منتصف العمر تُدعى ديبورا ، وكانت في حالة غيبوبة لمدة ثلاثين عامًا بسبب إصابتها "بمرض النعاس" ، والتهاب الدماغ السباتي ، وبقي عقلها يبلغ من العمر ستة عشر عامًا. ويجب عليها أن تتعايش مع جسدًا يبدو أنه تقدم في السن دون علمها أو موافقتها المسبقة. أختها بولين وزوج بولين ، هورنبي ، الذي كان طبيبًا مخلصًا لديبورا على مدى هذه العقود الثلاثة والذي ربما وقع في حبها ، تحاول الاخت وزوجها بلطف أن يريحها من العودة إلى واقعها الحالي ، مع عدم توضيح بعض المعلومات المتناقضة. تستيقظ ديبورا من جديد على عالم متغير ، وتحاول أن تأخذ تكتشف الحقائق ما يبدو لها على أنه كشف صادم إلى حد ما ، لكنها تنهي المسرحية بملاحظة ساخرة عن أختها وزوج أختها ، والتي تذهب بعيدًا نحو قبول الحقائق التي سمحوا لها بمعرفتها. وفي حديثها عن بولين ، قالت ديبورا بصراحة: "إنها أرملة." لم تعد تذهب إلى دروس الباليه الخاصة بها. الأب وايستل المومياء [الذي مات بالفعل] خلال رحلة بحرية حول العالم. لقد توقفوا في بانكوك . وعيد ميلادي سيكون قريباً. أعتقد أن هذا يتناسب مع الأمر ".

## تاريخ الإنتاج
حسب الملاحظة في النص المنشور ، فإن فكرة Pinter عن المسرحية كانت فكرته مستوحاة من قراءته لكتاب Awakenings من قبل طبيب الأعصاب أوليفر ساكس .
تم عرض ألاسكا لأول مرة في مسرح كوتيسلو في لندن في 14 أكتوبر 1982 ، كجزء من ثلاثية مسرحيات بينتر بعنوان أماكن أخرى . شمل فريق التمثيل الأصلي جودي دينش في دور ديبورا ، وبول روجرز في دور هورنبي ، وآنا ماسي في دور بولين. تم إحياء المسرحية في أبريل 2012 من قبل بريستول أولد فيك في فاتورة مزدوجة مع شريط صامويل بيكيت الأخير كراب . لعبت دور ديبورا ماريون بيلي .

## أعمال مستشهدة
- Pinter, Harold. Other Places: Four Plays. New York: Dramatists Play Service, 1984. (ردمك 0-8222-0866-0) (10). (ردمك 978-0-8222-0866-2)ISBN 978-0-8222-0866-2. Print. [Also includes One for the Road, along with A Kind of Alaska, Victoria Station, and Family Voices.]
- –––. Other Places: Three Plays (A Kind of Alaska, Victoria Station, and Family Voices). New York: Grove Press (An Evergreen Book), 1983. Hardback ed.: (ردمك 0-394-62449-1) (10). Paperback ed.: (ردمك 0-8021-5189-2) (10). (ردمك 978-0-8021-5189-6)ISBN 978-0-8021-5189-6 (13). Print. (Page references to the paperback edition appear within parentheses above.) [A Kind of Alaska appears o

## روابط خارجية
- A Kind of Alaska – In the "Plays" section of haroldpinter.org, Pinter's official website.
- Other Places – In the "Plays" section of haroldpinter.org. [Includes photo of the programme cover of Other Places, details of the London première, and the text of a production review by Alan Jenkins, entitled "The Withering of Love", originally published in TLS and reproduced with permission.]
- Other Places: Four Plays by Harold Pinter (Dramatists Play Service) – Google Books limited preview.

[[تصنيف:مسرحيات بريطانية]]